# سوزی
سوزی (دانمارکی: Susi؛ تلفظ دانمارکی: سوسی) یک انیمیشن کوتاه ۶ قسمتی دانمارکی به نویسندگی و کارگردانی هانس-هنریک لی است که در سال ۱۹۷۳ منتشر شد. 
این انیمیشن در دههٔ شصت خورشیدی با نام دنیای کوچک سوزی و با صدای داوود نماینده از برنامهٔ کودک و نوجوان پخش شد.

## داستان
این کارتون آموزشی که با شیوهٔ انیمیشن مقوایی (Cutout) ساخته شده بود، دربارهٔ یک دختر کوچک سه ساله به نام سوزی و کنجکاوی‌ها و زندگی روزمرهٔ اوست. هر قسمت از این کارتون، به یکی از حواسِ پنجگانهٔ سوزی اختصاص داشت و در آن، سوزی تلاش می‌کرد دنیای اطرافش را با یکی از این حواس بشناسد.

## قسمت‌ها
1. سوزی - دیدن (۱۱ دقیقه)
2. سوزی - شنیدن (۱۰ دقیقه)
3. سوزی - بوئیدن (۱۱ دقیقه)
4. سوزی - چشیدن (۱۳ دقیقه)
5. سوزی - لمس کردن (۱۵ دقیقه)
6. دنیای کوچک سوزی (۱۳ دقیقه)